# Fagopyreae
Fagopyreae je maleni tribus iz porodice dvornikovki (Polygonaceae). Sastoji se od jednog ili dva roda sa 30 vrsta. Rod je raširen po Euroaziji; jedna vrsta iz tropske Afrike možda čini zaseban rod.

## Rodovi
1. Fagopyrum Mill. (29 spp.)
2. Harpagocarpus Hutch. & Dandy (1 sp.); tropska Afrika